# Michael Carey
Michael Carey (nacido en Nasáu, Bahamas, el 18 de agosto de 1993) es un baloncestista bahameño. Con una altura de 1,96 metros, se desempeña en la posición de escolta en las filas del Força Lleida Club Esportiu de la LEB Oro. Es internacional con la Selección de baloncesto de Bahamas.

## Trayectoria
Comenzó formación universitaria en Estados Unidos, primero en la Lamar Consolidated High School de Texas y después en las Universidades de San Jacinto de California, equipo donde estuvo durante dos temporadas (2013-2014 y 2014-2015). Más tarde, jugaría durante dos temporadas más en los Wagner Seahawks de la NCAA (2015-2017), promediando 13,2 puntos por partido en la NCAA. 
Después de finalizar su etapa universitaria en 2017 comenzó su carrera profesional con Soles de Santo Domingo Este, en la República Dominicana, y posteriormente se marchó a Europa para jugar con el Charleville-Mézières de la ProB francesa (9,2 puntos y 4,2 rebotes en 34 encuentros).
Inicia la temporada 2018/19 en el Huracanes de Tampico disputando la Liga Mexicana de Baloncesto Profesional, con los que jugó 11 partidos. Más tarde, se marcharía a la República Dominicana para terminar la temporada en las filas de Los Prados.
En enero de 2019 llega a España para jugar en las filas del Força Lleida Club Esportiu de la LEB Oro para jugar junto a su compatriota Shaquille Cleare.

## Internacional
Es internacional con la selección de las Bahamas, con la que disputó las fases clasificatorias para la Copa del Mundo de China 2019, con una media de 12 puntos y 5.8 rebotes por encuentro.